# Петерсон, Вольдемар-Александр Карлович
Вольдемар-Александр Карлович Петерсон (1876—?) — русский военный деятель, генерал-майор (1917). Герой Первой мировой войны.

## Биография
В 1895 году получил образование в Псковском кадетском корпусе и вступил в службу. В 1898 году после окончания Михайловского артиллерийского училища произведён в подпоручики и выпущен во 2-ю резервную артиллерийскую бригаду. В 1902 году произведён в поручики.
В 1905 году после окончания Николаевской академии Генерального штаба по I разряду и в 1906 году Офицерской кавалерийской школы, штабс-капитан, эскадронный командир 18-го Нежинского гусарского полка. С 1908 года капитан, старший адъютант штаба 2-й отдельной кавалерийской бригады. С 1912 года подполковник, штаб-офицер для поручений при штабе 4-го армейского корпуса.

С 1914 года участник Первой мировой войны, полковник, и.д. начальника штаба Уссурийской отдельной конной бригады и 1-й кавалерийской дивизии. 11 марта 1915 года «за храбрость» был награждён Георгиевским оружием: 
За то, что в период боев под Лодзью, исполняя в течение 2 недель обязанности начальника штаба корпуса и неоднократно подвергая свою жизнь явной опасности, своей доблестной и самоотверженной деятельностью безусловно способствовал успешному достижению цели
С 1916 года командир 4-го Мариупольского гусарского полка. С 1917 года генерал-майор, начальник штаба 4-й Донской казачьей дивизии.
С 1918 года в РККА, помощник начальника 2-го отделения ЦУПВОСО полевого штаба РВСР. С 1919 года помощник начальника, с 1920 года начальник учебного отделения, с 1921 года штатный преподаватель Высшей Кавалерийской школы.

## Награды
- Орден Святого Станислава 3-й степени (1910)
- Орден Святой Анны 3-й степени (1914)
- Орден Святого Станислава 2-й степени с мечами (ВП 27.10.1914)
- Орден Святой Анны 2-й степени с мечами (ВП 16.12.1914)
- Орден Святого Владимира 4-й степени с мечами и бантом (ВП 26.01.1915)
- Георгиевское оружие (ВП 11.03.1915)
- Орден Святого Владимира 3-й степени с мечами (ВП 03.06.1915)
- Высочайшее благоволение (ВП 25.12.1915)